# Константин (Харисиадис)
Митрополи́т Константи́н Харисиа́дис (греч. Μητροπολίτης Κωνσταντίνος Χαρισιάδης; 23 июля 1929, Кадыкёй, Стамбул — 8 апреля 2021, Стамбул) — епископ Константинопольской православной церкви; старец-митрополит Никейский (2011—2021), ипертим и экзарх всей Вифинии.

## Биография
В 1950 году окончил Халкинскую богословскую школу. 17 декабря того же года митрополитом Деркийским Иаковом (Папапаисиу) был хиротонисан во диакона, после чего до 1952 года служил диаконом на Макрихорийском приходе Святого Георгия.
В 1952—1953 годах — архидиакон Деркийской митрополии. В той же епархии был проповедником.
22 апреля 1956 года митрополитом Иконийским Иаковом (Стефанидисом) был хиротонисан во пресвитера и тогда же возведён в достоинство архимандрита.
С 1956 по сентябрь 1962 года был секретарём Халкинской богословской школы. В сентябре 1962 года направлен в Париж для углубления богословских исследований.
15 ноября 1966 года был назначен преподавателем в Халкинской богословской школе, где преподавал вплоть до закрытия богословской школы турецкими властями в июне 1971 года.
16 января 1972 года в Георгиевском соборе на Фанаре был хиротонисан во епископа Аполлониадского, викария Константинопольской архиепископии. Хиротонию совершили: митрополит Халкидонский Мелитон (Хаджис), митрополит Лаодикийский Максим (Еорьядис), митрополит Родопольский Иероним (Константинидис), митрополит Иринопольский Симеон (Амариллиос), митрополит Колонийский Гавриил (Примитидис).
С марта по июль 1972 года управлял церковной жизнью в стамбульском районе Татавла (Куртулуш). С июля 1972 года по март 1974 года являлся первым советником патриархии.
26 марта 1974 года был избран митрополитом Принкипонисским (Принцевых островов).
С января 1977 года состоял членом Священного синода Константинопольской православной церкви.
15 марта 1977 года переведён митрополитом Деркийским, ипертимом и экзархом Босфора Фракийского и Кианейских островов.
29 августа 2011 года ушёл на покой с поста митрополита Деркийского и был определён титулярным старцем-митрополитом Никейским, ипертимом и экзархом всей Вифинии.
Скончался 8 апреля 2021 года в Стамбуле.